# Södra Abborrtjärnen, Hälsingland
Södra Abborrtjärnen är en sjö i Hudiksvalls kommun i Hälsingland och ingår i Delångersåns huvudavrinningsområde. Sjön har en area på 0,0989 kvadratkilometer och ligger 339,4 meter över havet. Södra Abborrtjärnen ligger i Stensjön och Lomtjärn Natura 2000-område. Sjön avvattnas av vattendraget Getaån.

## Delavrinningsområde
Södra Abborrtjärnen ingår i det delavrinningsområde (689279-152128) som SMHI kallar för Inloppet i Älgesjön. Medelhöjden är 345 meter över havet och ytan är 2,3 kvadratkilometer. Det finns inga avrinningsområden uppströms utan avrinningsområdet är högsta punkten. Getaån som avvattnar avrinningsområdet har biflödesordning 2, vilket innebär att vattnet flödar genom totalt 2 vattendrag innan det når havet efter 122 kilometer. Avrinningsområdet består mestadels av skog (96 procent). Avrinningsområdet har 0,1 kvadratkilometer vattenytor vilket ger det en sjöprocent på 4,3 procent.